# Rhode tenuipes
Rhode tenuipes är en spindelart som först beskrevs av Simon 1882.  Rhode tenuipes ingår i släktet Rhode och familjen ringögonspindlar. Inga underarter finns listade i Catalogue of Life.